# Muttis Kinder
Muttis Kinder sind ein deutsches A-cappella-Trio, bestehend aus den Schauspielern und Sängern Claudia Graue, Marcus Melzwig  und Christopher Nell.

## Geschichte
Die drei Sänger, die in Berlin und Leipzig leben, lernten sich als Schauspielschüler beim Studium an der Hochschule für Musik und Theater Rostock kennen. Weil ihrem Empfinden nach der Gesang in ihrer Ausbildung zu kurz kam, begannen sie gemeinsam zu singen. 2004 gründeten sie ihr Vokalensemble „Muttis Kinder“. Sie spezialisierten sich auf A-cappella-Gesang, da sie der Meinung waren, kein Instrument so gut zu beherrschen wie ihre Stimme. Obwohl sie nicht in klassischer A-cappella-Besetzung (mindestens vier Sänger, je einer pro Stimmlage) auftraten, hatten sie mit ihrer charakteristischen Vortragsart schon bald großen Erfolg. Nach Abschluss ihres Studiums nahmen alle drei Verpflichtungen an Theatern an, betrieben den Gesang jedoch weiter. Seit 2010 sind sie freischaffende Künstler, was ihnen die Möglichkeit bietet, vermehrt Konzerte in Theatern und auf Kleinkunstbühnen im gesamten deutschsprachigen Raum sowie weiteren europäischen Ländern (z. B. Italien, Kroatien, Rumänien und Russland) zu geben. 2011 folgte eine Tour durch Asien, u. a. nach Singapur und Taiwan. 2016 gastierten sie in Manchester und 2017 auf Einladung der deutschen Botschaft in Kanada. Zeitweise absolvierten sie 140 Konzerte im Jahr. Auf Festivals erhielten sie diverse Kritiker- und Publikumspreise.

## Repertoire/Stil
Muttis Kinder singen überwiegend Coverversionen internationaler („Hold Heart“), aber teilweise auch deutscher („Romantisch“) Pop-Hits. Auch Eigenkompositionen („Porcelaine Throne“ v. C. Nell) und Volkslieder („Guter Mond, du gehst so stille“), z. T. im Dialekt, sind in ihrem Repertoire enthalten. Dabei werden die Instrumentalbegleitung und andere Geräusche (Reiten, Möwengeschrei, Wind etc.) mit Hilfe der Stimmen imitiert. Aber Muttis Kinder interpretieren nicht einfach vorhandene Songs neu, sondern drücken dem ausgewählten Material ihren ganz individuellen Stempel auf. Sie präsentieren sie meist leicht bis stark verfremdet, indem sie sie als mehrstimmige, durchchoreografierte Einheiten vortragen. Das kann von kleinen Veränderungen oder Ergänzungen bis zu völliger Umgestaltung oder zum Verschmelzen mehrerer Lieder zu einer neuen Einheit gehen. Gelegentlich werden Songs in ein völlig anderes Genre übertragen (der Rap „Gangsta’s Paradise“ von Coolio wird z. B. zum Kinderlied) oder in thematischen Medleys zusammengefasst („Dance-Medley“). Dabei kommt das Schauspieltalent der drei zum Einsatz: Aus einem oder einer Folge von Liedern werden „Mini-Kammerspiele“, oft komödiantischer Art. Auch dabei reicht die Palette des Einwirkens auf den Ausgangsstoff von kleinsten Gesten bis zu phantasievoller Ausgestaltung, z. B. in Form expressiver Übertreibung. Poesie und Clownerie liegen oft nah beieinander. Stets wird jedoch mit großer stimmlicher und mimischer Präzision gearbeitet.

## Programme
Muttis Kinder geben Live-Programme, viele davon in der Berliner „Bar jeder Vernunft“ und dann auf Tourneen. Die bisher gespielten Programme mit festem Titel sind:
- 2024 „Muttis Kinder – 20 Jahre“
- 2018 „Best of – Unsere Greates Hitst“[1]
- 2017 „Das epische Pogramm“[2][3]
- 2016 „Breast of Muttis Kinder“
- 2013 „Zeit zum Träumen – Unveröffentlichte Hits“[4][5]
- 2012 „Das erste Konzert“ (Bar jeder Vernunft und auf Tournee)
- 2007–2010 „Guter Mond, du gehst so stille – Muttis Kinder singen von Mozart bis Morissette“ (Berliner Ensemble)

## Medien
- 2018: Hörspiel „Simeliberg“ von Michael Fehr – Musik (Erstausstrahlung am 20. Januar 2018 auf Bayern 2)
- 2013: CD „Unveröffentlichte Hits“ (Eigenproduktion)
- 2011: DVD „Muttis Kinder“ (Eigenproduktion)

## Trivia
- Muttis Kinder scharen sich bei ihren Auftritten stets um ein hochempfindliches Studiomikrophon vom Typ „Neumann U87 Ai“
- Für ihre letzten Programme wählten sie oft Titel mit Buchstabenspielereien („Pogramm“)
- Typisches Utensil (und Anlass zu kleinen humoristischen Einlagen) ist eine gemeinsam benutzte Wasserflasche.

## Preise / Auszeichnungen
- 2018 Gewinner des „Hörspiel des Monats“ der Deutschen Akademie der Darstellenden Künste für „Simeliberg“
- 2015 Gewinner des „Wilhelmshavener Knurrhahn“
- 2013 Gewinner des „A-Cappella-Award Ulm“ und des Publikumspreises
- 2013 1. Jury- und Publikumspreis beim Europäischen Kleinkunstwettbewerb in Bozen
- 2012 Gewinner des Herborner Schlumpeweck
- 2011 Gewinner des Preises der Freiburger Kulturbörse „Freiburger Leiter“ für die beste musikalische Darbietung
- 2010 Gewinner des „Ward-Swingle-Award“ in der Kategorie „Comedy“ bei der 12. Internationalen A Cappella Competition im Rahmen des Vocal.total.2010-Festivals in Graz + Publikumspreis + „Special Award for outstanding Performance“
- 2004 2. Platz bei „Jugend kulturell“ – Förderpreis 2004